# 神龙革命
神龙革命，又称神龙政变、五王政變，是神龙元年太子李显、相王李旦、太平公主、宰相张柬之、崔玄暐等大臣發動兵變，逼迫武周皇帝武则天內禪皇位給李顯，使武周滅亡及唐朝復興的事件。

## 簡介
凤阁侍郎張柬之預謀推翻武周，恢復唐朝政權，他引楊元琰為右羽林將軍，隨後又任命桓彥範、敬暉、李湛為左右羽林將軍；並說動右羽林衛大將軍李多祚參加密謀，掌握守衛皇宮的北門禁軍。
神龙元年正月廿二癸卯（705年2月20日）张柬之、鸾臺侍郎崔玄暐、左羽林将军敬晖、右羽林将军桓彦範、司刑少卿袁恕己联络右羽林将军李多祚、左羽林将军李興宗等，力圖擁立李显為君，故称武则天的男宠——麟台监张易之、司僕卿张昌宗谋反，率禁軍诛杀张易之、张昌宗。随即包围长生殿，逼迫武则天退位給李顯。
后来，唐中宗李顯打击五大功臣的时候，先封他们为郡王，削夺他们的宰相权力。封崔玄暐为博陵郡王；封张柬之为汉阳郡王；封敬晖为平阳郡王；封桓彦範为扶阳郡王；封袁恕己为南阳郡王。所以这场政变，又称五王政變。

## 经过
受到狄仁杰、姚崇的推荐，80岁的张柬之在长安四年（704年）十月拜相。而此时的武则天因病住在神都洛阳长生殿，宰相累月见不到她，政令皆由身边的张易之、张昌宗兄弟处理。以张柬之为首，另一宰相崔玄暐、司刑少卿桓彦範、右台中丞敬晖、相王府司马袁恕己五人谋划发动政变，恢复李唐。张柬之先是说动右羽林卫大将军李多祚入伙，再调好友杨元琰入羽林军为右羽林将军，右散骑侍郎李湛为左羽林将军，掌控了左右羽林军禁兵。又任命武攸宜为右羽林大将军，解去二张的怀疑。
神龙元年正月二十二日，张柬之、崔玄暐、敬晖、桓彦范四人与右羽林卫大将军李多祚、左羽林将军李湛、右羽林将军杨元琰、左威卫将军薛思行、赵承恩、驸马都尉王同皎、职方郎中崔泰之、库部员外郎朱敬则、司刑评事冀仲甫、检校司农少卿兼知总监翟世言等率左右羽林兵及千骑五百余人进入玄武门，李多祚、李湛、王同皎前往东宫迎接太子李显。李显惊疑不定，不敢出宫，王同皎将李显扶抱上马，拥护至玄武门。羽林军斩关进入内廷，在迎仙宫斩杀张易之、张昌宗二人，并包围了武则天的寝宫长生殿。武则天惊起，询问作乱者是谁。回答说是因张易之、张昌宗二人谋反，奉太子之令诛杀反贼。之后由李湛看守寝宫，幽禁了武则天。当天，二张的兄弟张昌期、张同休、张昌仪也一同被杀，首级挂在了天津桥南。相王府司马袁恕己与相王李旦统领南衙兵警备，收捕了宰相韦承庆、房融及司礼卿崔神庆等人，这些人都被认为是张易之的党羽。至此，神龙政变成功，次日，太子李显监国，处理朝政。第三天（二十四日），武则天传皇帝位给李显，自己徙居上阳宫。二十五日，李显在通天宫即皇帝位，大赦天下。二月初四甲寅（3月3日），复国号为唐，武周朝终结。由於有改朝换代的意涵，因此称之为革命。